# Kecamatan Tareran (distrikt i Indonesien, lat 1,24, long 124,70)
Kecamatan Tareran är ett distrikt i Indonesien.   Det ligger i provinsen Sulawesi Utara, i den nordöstra delen av landet, 2 100 km öster om huvudstaden Jakarta.